# Maria Ribbing

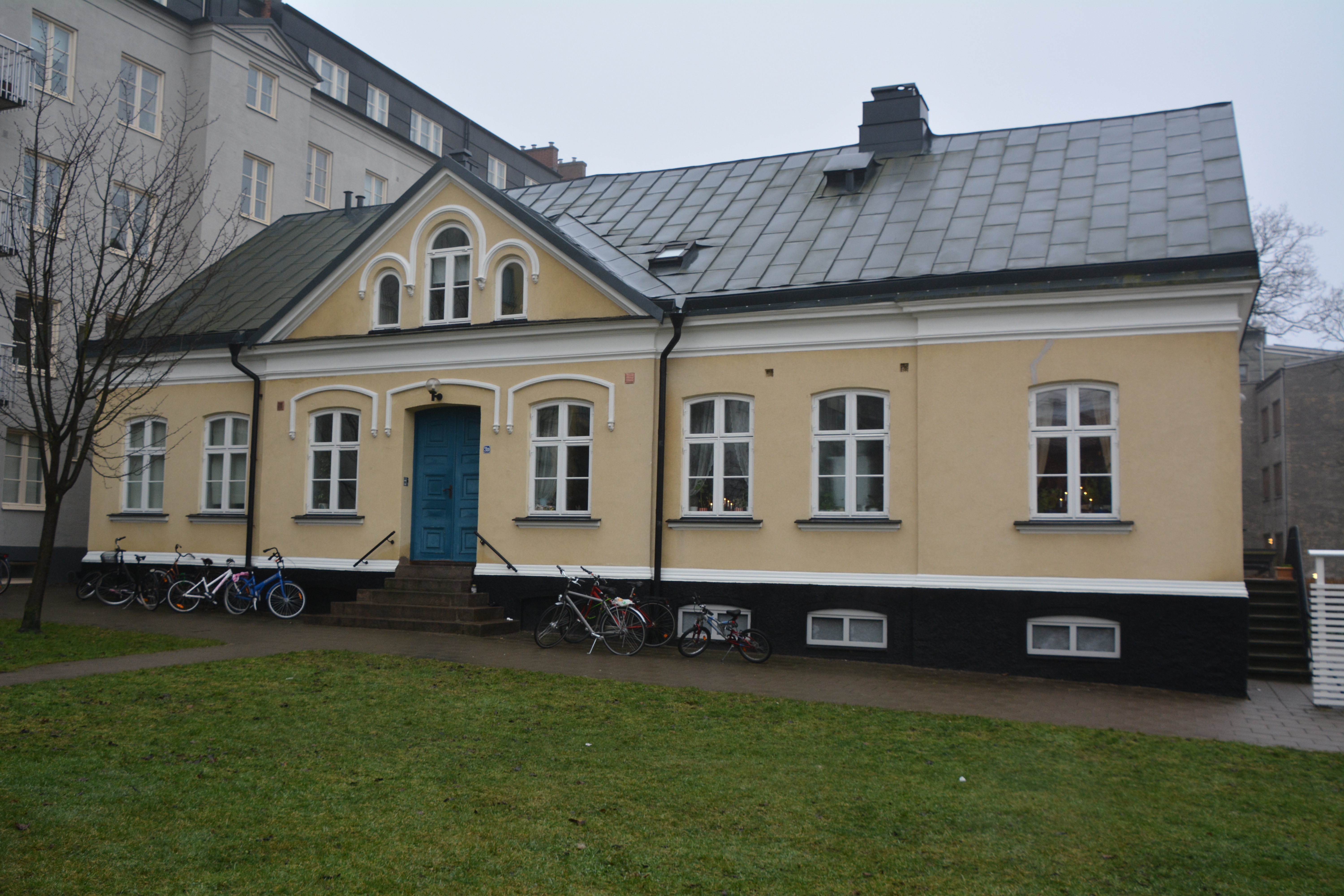
Spoletorp i Lund, familjen Ribbings bostad

Augusta Maria Aurora Ribbing, född de Vylder 8 juni 1842 i Stockholm, död 14 oktober 1910 i Lund, var en svensk lärare och filantrop. 
Maria Ribbing var dotter till språkläraren Louis De Vylder och Maria Christina Ahlborg. Hon var syster till naturforskaren Gustaf de Vylder och fotografen Louis De Vylder samt faster till Ludvig De Vylder. Hon utbildade sig till lärare vid Lärokurs för fruntimmer och var hjälplärare på Högre lärarinneseminariet i Stockholm och lärare på Statens normalskola för flickor i Stockholm.
År 1871 gifte hon sig med Seved Ribbing och bodde först i Simrishamn och från 1879 i Lund på Spoletorp. Hon hade fyra barn, av vilka tre överlevde henne.
Hon ägnade sig åt olika slag av kyrklig, pedagogisk och filantropisk verksamhet och var bland annat initiativtagare till bildandet av Ribbingska sjukhemmet i Lund. Med donationsmedel och intäkter från lotterier startade hon och goda vänner 1902 med sex vårdplatser i ett hus vid Kävlingevägen. År 1911 fick de en större markdonation på Kråkelyckan av Lilly och August Quennerstedt och en nybyggd sjukhemsbyggnad kunde invigas 1915. Sjukhemmet var Sveriges första hem för äldre. Hon tog också initiativ att bilda en svensk kyrkoförsamling i Köpenhamn och var också verksam i ett stort antal föreningar av filantropisk, religiös och samhällspolitisk karaktär i Lund.